# دم‌بلند خاکستری دشت جنوبی

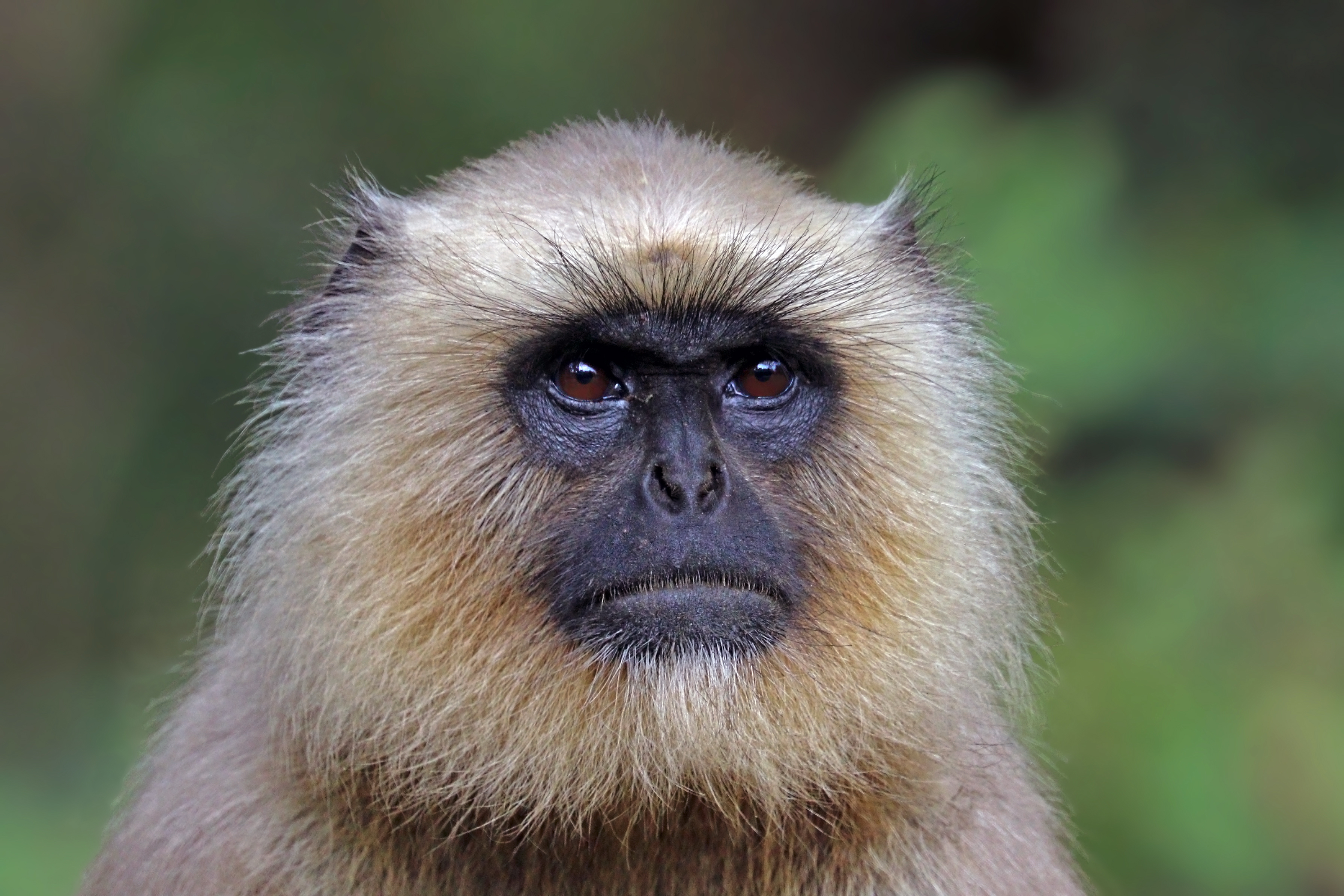
دم‌بلند خاکستری دشت جنوبی در زیست‌گاه ببر کان‌ها در ایالت مادیا پرادش، هند

دم‌بلند خاکستری دشت جنوبی (نام علمی: Semnopithecus dussumieri) نام یک گونه از سرده دم‌بلند خاکستری و از خانواده شست‌بریدگان می‌باشد. در گذشته دم‌بلند خاکستری دشت جنوبی، زیرگونه دم‌بلند خاکستری دشت شمالی (نام علمی: Semnopithecus entellus) محسوب می‌شد.

## نگارخانه

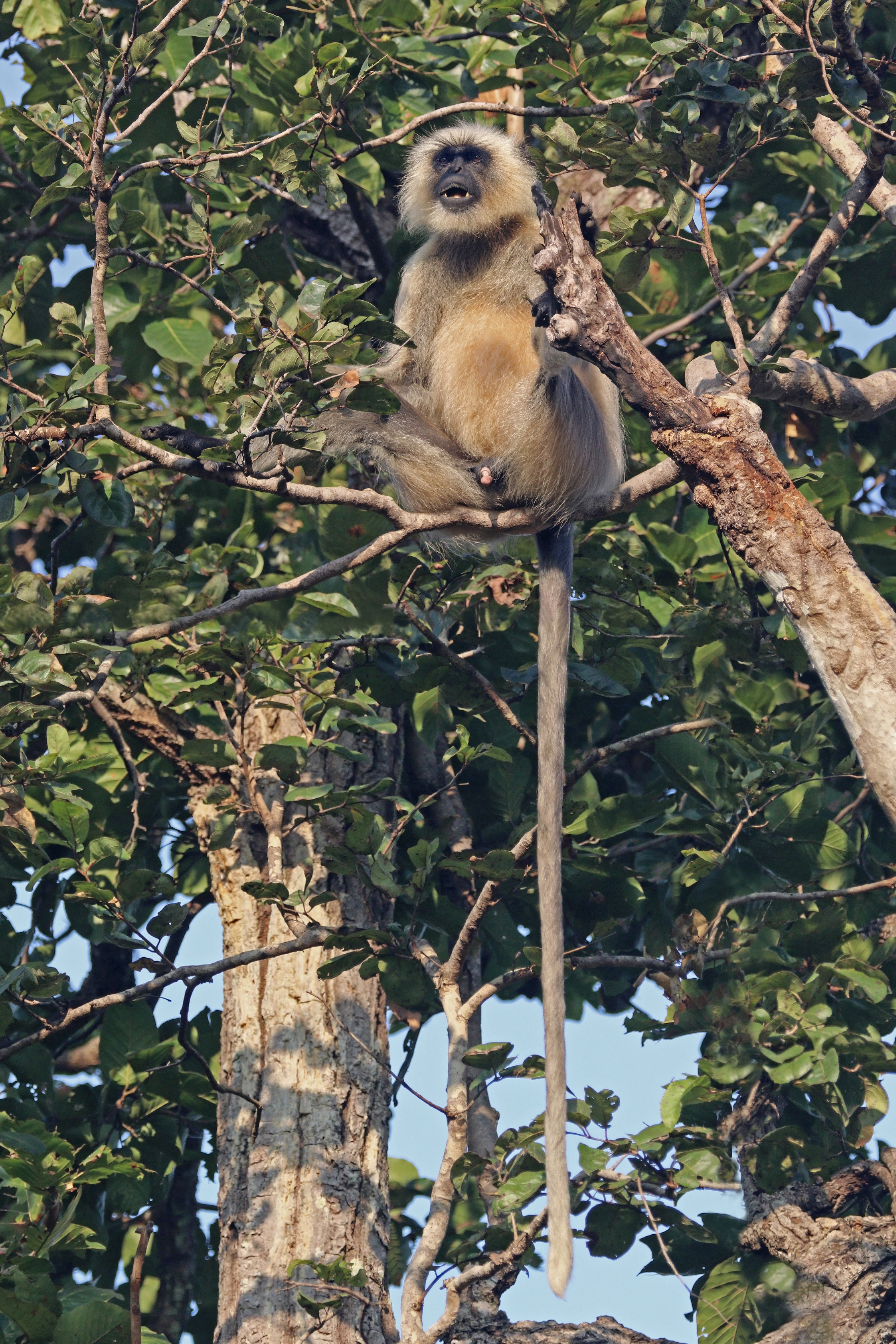
گونهٔ نر
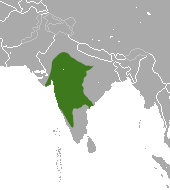
محدودهٔ متعلق به دم‌بلند خاکستری دشت جنوبی